# Raiho-shin
Au Japon, les Raiho-shin désignent des visites rituelles de divinités. Elles se pratiquent masqué et costumé, dans plusieurs régions du Japon, à l'occasion du nouvel an ou d'une nouvelle saison. Depuis le 29 novembre 2018, cette coutume est inscrite sur la liste du patrimoine culturel immatériel de l'humanité par l'Unesco.  

## Définition et tradition
Il s'agit de rituels pratiqués à l'occasion d'un changement d'année ou de saison, dans plusieurs localités. Tohoku, Hokuriku, Kyushu et Okinawa sont les principales, même si l'UNESCO indique que dix villes sont lieu des Raiho-shin. Les Raiho-shin sont le nom donné aux divinités de l'extérieur. Une croyance populaire leur attribue des visites aux communautés humaines à l'occasion de la nouvelle année ou de la nouvelle saison. Il s'agit, pour ces divinités, de garantir bonheur et bonne fortune au cours de la saison ou de l'année suivante. Les communautés locales revêtent alors des masques et des costumes, jugés étranges et effrayants, dans le but de se déguiser en ces divinités. Le cortège entre dans les maisons pour réprimander les gens paresseux et apprendre aux enfants à bien se comporter. Afin de conclure la visite, le chef du foyer prépare un repas festif pour les divinités. 

### Variations selon les communautés
Les rituels peuvent avoir lieu dans la rue, dans certaines communautés. Le genre des personnes déguisées peut varier : elles peuvent être des hommes ou des femmes. Les rituels prennent différentes formes selon la région.

## Inscription au patrimoine culturel immatériel
Le 29 novembre 2018, l'Unesco, qui s'est réuni sur l'île Maurice, inscrit les raisho-shin (parmi vingt-et-uns éléments culturels traditionnels) sur la liste du patrimoine culturel immatériel de l'humanité. Les raisho-shin remplacent alors le Koshikijima no Toshidon, qui renvoie à une fête en l'honneur du dieu Toshidon célébrée le soir du 31 décembre, inscrite sur cette même liste en 2009. Les raisons données par l'Unesco (pour justifier l'inscription des raisho-shin) sont que cette célébration est empreinte d'un caractère éducatif et familial (dans la mesure où les enfants participent). Les costumes et les masques sont jugés aptes à refléter une certaine créativité, et l'intérêt culturel se situe dans la diversité et l'aspect fédérateur, en termes de genres et de générations. Les communautés sont considérées comme impliquées dans la sauvegarde des traditions. Par ailleurs, l'Unesco estime que le dossier est de bonne facture.